# زیرزمین (مجموعه تلویزیونی)
زیرزمین نام یک سریال تلویزیونی است که ماه مهر ۱۳۸۵ از شبکه ۳ به کارگردانی علیرضا افخمی پخش شده است.
احسان خواجه امیری نیز خوانندۀ تیتراژ پایانی این سریال می‌باشد. قسمت‌های متعددی از این سریال در دو محلۀ تاریخی تهران، امامزاده یحیی و کوچه‌پس‌کوچه‌های پامنار ساخته شدند و از یکی از حمام‌های تاریخی نیز در آن استفاده شد.

## خلاصه داستان
سه دوست «فرجیان، کلانی و اسدی» با سندی جعلی، یک زمین را به یک فرد سرمایه‌دار به نام کورانی می‌فروشند و از او کلاهبرداری می‌کنند، اما اسدی پول‌ها را می‌گیرد و قصد دارد تا سهم دو نفر دیگر را هم برای خود بردارد. او پول‌ها را در زیرزمین یک خانۀ قدیمی در پامنار پنهان می‌کند و خودش در راه فرودگاه (می‌خواسته به کانادا فرار کند) تصادف می‌کند و فلج می‌شود. حالا دو نفر دیگر بر سر یافتن پول‌ها رقابت می‌کنند … .

## بازیگران
- فتحعلی اویسی (فرج فرجیان)
- ابوالفضل پورعرب (کامبیز کلانی)
- رضا توکلی (مهران اسدی)
- مهران رجبی (صابر)
- بهاره رهنما (پریا دختر فرج)
- مهتاج نجومی (شوکت همسر فرج)
- مرجانه گلچین (مرجان)
- کیانوش گرامی
- سروش صحت (صمد پسر صابر)
- داریوش سلیمی (نوچه کورانی)
- بهمن دان (کورانی)
- پرستو مقدم (همسر اسدی)
- کامران فیوضات
- صدرالدین حجازی (نعمت)
- فرناز رهنما (نرگس دختر نعمت)
- مریم کاویانی (معصومه)
- منوچهر صفر خانی (صادق همسر مرجان)
- عمار تفتی (قربون)
- احمد علامه‌دهر (حاج آقا موسویان)
- معصومه اسکندری (ننه قربون)

## جوایز و نامزدها
| ۱۳٨۶ | دهمین دوره جشن حافظ |                                  |                 |          |
| ۱۳٨۶ | دهمین دوره جشن حافظ | بهترین کارگردانی تلویزیونی       | علیرضا افخمی    | نامزدشده |
| ۱۳٨۶ | دهمین دوره جشن حافظ | بهترین فیلمنامه تلویزیونی        | علیرضا بذرافشان | نامزدشده |
| ۱۳٨۶ | دهمین دوره جشن حافظ | بهترین بازیگر مرد کمدی تلویزیونی | فتحعلی اویسی    | نامزدشده |
| ۱۳٨۶ | دهمین دوره جشن حافظ | بهترین بازیگر مرد کمدی تلوزیونی  | سروش صحت        | نامزدشده |